# Zonitoschema elongatipennis
Zonitoschema elongatipennis es una especie de coleóptero de la familia Meloidae.
La especie fue descrita científicamente por Maurice Pic en 1915.